# Палташич, Андрия
Андрия Палташич (серб. Андрија Палташић, хорв. Andrija Paltašić/Andrija Jakovljev Kotoranin, итал. Andreas de Paltasichis; 1450, Котор, Далмация, ныне Черногория — около 1500, Венеция) — печатник, книгоиздатель и книготорговец.
Уроженец города Котор в Боке Которской, всю свою книгоиздательскую и книготорговую деятельность он вел в Венеции с 1477 по 1493 годы.
Известно, что Андрия Палташич печатал как знаменитых древнегреческих и древнеримских авторов (Цицерон, Диодор Сицилийский, Вергилий, Теренций, Овидий, Секст Проперций, Ювенал, Тибулл, Катулл и другие), так и работы современных ему гуманистов, историографов и лексикографов. Также он печатал и различную религиозную литературу (например, Библию на итальянском языке).
В Европе можно найти немало работ Андрии Палташича. В том числе — в балканских странах побережья Адриатического моря осталась 41 книга его издания. Большинство из них находятся в Хорватии и три в Черногории.